# Prêmio Claude E. Shannon
O Prêmio Claude E. Shannon (em inglês:  Claude E. Shannon Award) foi instituido pela IEEE Information Theory Society em reconhecimento a contribuições consistentes e profundas no campo da teoria da informação. O recipiente do prêmio apresenta uma palestra, denominada Shannon Lecture, no seguinte IEEE International Symposium on Information Theory. É o mais prestigiado prêmio em teoria da informação, abrangendo contribuições técnicas na interseção da matemáticas, engenharia de comunicações e ciência computacional teórica.

## Recipientes
- 1972 Claude E. Shannon
- 1974 David Slepian
- 1976 Robert Fano
- 1977 Peter Elias
- 1978 Mark Semenovich Pinsker
- 1979 Jacob Wolfowitz
- 1981 William Wesley Peterson
- 1982 Irving Stoy Reed
- 1983 Robert Gray Gallager
- 1985 Solomon Wolf Golomb
- 1986 William Lucas Root
- 1988 James Massey
- 1990 Thomas M. Cover
- 1991 Andrew Viterbi
- 1993 Elwyn Berlekamp
- 1994 Aaron D. Wyner
- 1995 Dave Forney
- 1996 Imre Csiszár
- 1997 Jacob Ziv
- 1998 Neil Sloane
- 1999 Tadao Kasami
- 2000 Thomas Kailath
- 2001 Jack Wolf
- 2002 Toby Berger
- 2003 Lloyd Richard Welch
- 2004 Robert McEliece
- 2005 Richard Blahut
- 2006 Rudolf Ahlswede
- 2007 Sergio Verdú
- 2008 Robert M. Gray
- 2009 Jorma Rissanen
- 2010 Te Sun Han
- 2011 Shlomo Shamai
- 2012 Abbas El Gamal[1]
- 2013 Katalin Marton
- 2014 János Körner
- 2015 Robert Calderbank
- 2016 Alexander Holevo
- 2017 David Tse[2]
- 2018 Gottfried Ungerboeck
- 2019 Erdal Arıkan
- 2020 Charles Henry Bennett
- 2021 Alon Orlitsky[3]
- 2022 Raymond W. Yeung[4]